# Jean Sassi
Jean Sassi (Túnis, 11 de junho de 1917 – Eaubonne, 9 de janeiro de 2009) foi um coronel do exército francês, figura notável das Forças Especiais durante a Segunda Guerra Mundial e a Guerra da Indochina.

## Biografia

### Família e juventude
Nascido em Túnis, protetorado francês da Tunísia, em 11 de junho de 1917, em uma família originária de Sartène, na Córsega, Jean Henri Sassi era filho de Antoine Sassi, chefe dos correios, e Catherine Nicolaï, professora. Seu avô Paul Sassi foi um soldado de primeira classe no 111º Regimento de Infantaria de Linha e participou da expedição do Tonquim. Jean Sassi passou a maior parte de sua infância e adolescência na Tunísia e depois em Menton com seu irmão Paul (o futuro diretor Jean-Paul Sassy) e suas duas irmãs Renée e Marie-Antoinette. Desejando fazer carreira no desporto de alto nível, participou em várias competições no final da década de 1930, entre as quais o campeonato francês de natação.

### A guerra contra a Alemanha
Convocado em 1938, Jean Sassi participou da Batalha da França em 1940. Após o Armistício, ele participou da destruição de armas francesas que seriam entregues ao exército alemão. Desmobilizado, ele tentou chegar à Tunísia. Ele trabalhava como operador de rádio no Saara argelino quando os desembarques aliados ocorreram em 8 de novembro de 1942. Jean Sassi juntou-se à Legião e depois ao Corpo Livre da África. Durante uma visita de inspeção realizada por um chefe do Escritório Central de Inteligência e Ação (BCRA), o serviço de espionagem da França Livre, Jean Sassi se ofereceu para lutar no território nacional ocupado. Ele chegou a Londres no início de 1943 e foi rapidamente designado para o BCRA.
Apesar de uma personalidade que às vezes se rebelava contra a autoridade, Sassi era conhecido por sua coragem e no outono de 1943 foi convidado a participar da Operação Jedburgh. Ele foi entrevistado na Escola Patriótica, passou nos testes de seleção e passou por três meses de treinamento no Milton Hall. Lá, ele aprendeu a manusear todo tipo de arma, combate com faca ou desarmado, técnicas de sabotagem, uso de explosivos e dispositivos de rádio, envio e criptografia de mensagens codificadas e salto de paraquedas nas piores condições (treinamento realizado em Ringway, Inglaterra). Foi certificado como paraquedista em 28 de fevereiro de 1944, com a patente de segundo-tenente, encarregado de missão de 3ª classe, e a função de oficial de rádio.
Na noite de 29 de 30 de junho de 1944, vindo de Blida, a equipe Jedburgh CHLOROFORM saltou de paraquedas em Dieulefit, no departamento do Drôme, com o objetivo de preparar o terreno para as tropas aliadas, na véspera de seu desembarque na Provença, em 15 de agosto de 1944. É composto por três homens:
- Capitão Jacques Martin, alias J. Martino, nome de guerra "Joshua", chefe de missão, francês;
- 1º Tenente Henry D. McIntosh, nome de guerra "Lionel", segundo em comando, americano;
- 2º Tenente Jean Sassi, alias J. H. Nicole, nome de guerra "Latimer", operador de rádio.

A equipe foi recebida por um destacamento do regimento do Drôme e rapidamente colocada em contato com Francis Cammaerts "Roger", chefe da rede SOE JOCKEY e com o Coronel Zeller, que tinha autoridade sobre todas as formações da FFI no Sudeste. Foi imediatamente direcionado para os Altos Alpes, onde começou a armar os combatentes da resistência no local, cortando a linha ferroviária Briançon-Gap e interrompendo o tráfego inimigo na RN 94, emboscando comboios alemães e destruindo equipamentos e veículos. Posteriormente, ela ajudou a resgatar refugiados que haviam escapado do Vercors e explodiu a ponte ferroviária sobre Savines na véspera do desembarque dos Aliados na Côte d'Azur. Seus sucessos facilitaram um rápido avanço das forças aliadas, que conseguiram avançar da costa provençal até Lyon. Ela participou assim em particular na captura de Gap, Briançon, Barcelonnette, até à libertação do departamento, concluída em 21 de agosto de 1944. Durante essas últimas batalhas da Libertação, o 2º Tenente Sassi foi condecorado com a Legião de Honra em ação.
Ele estava programado para se voluntariar em outra missão Jedburgh na Alemanha. Tratava-se de trabalhar com homens da SS que retornaram. Entretanto, esta missão foi abandonada, pois missões anteriores deste tipo haviam fracassado, devido à falta de confiabilidade dos alemães selecionados.

### A guerra contra o Japão
Decepcionado com a atmosfera da Libertação (execuções sumárias, humilhações públicas de mulheres, ajustes de contas, etc.), ele se ofereceu para lutar contra o Japão, que havia tomado o controle da Indochina em 1945. Ele se voluntaria para a Força 136. Após três meses de treinamento intensivo no Estabelecimento Militar 25 em Colombo, no Sri Lanka, e após um voo de mais de 16 horas em um Liberator, o Tenente Sassi saltou de paraquedas no Laos em 4 de junho, na região de Paksane, na companhia do Capitão de Wawrant e do Tenente Pénin. A missão é criar guerrilhas e preparar ajuda para um possível desembarque aliado na costa de Vinh, Annam. Durante vários meses, ele e sua equipe enfrentaram não apenas os japoneses, mas também os piratas chineses e o Viet Minh, auxiliados pelos homens do OSS do Coronel Aaron Bank. Com Calcutá tendo encerrado a missão Vega de calcário, a equipe fez a exfiltração do Laos via Tailândia e Birmânia. Sassi foi então para Saigon, onde testemunhou a tomada da administração francesa e as primeiras ações americanas em favor do Viet Minh. Ele foi finalmente chamado de volta à França no início de 1946, alguns meses após a rendição japonesa.
De volta à França continental, após um período na ETAP e depois em um batalhão de comunicações, Jean Sassi foi designado para o 11º Batalhão Paraquedista de Choque (Bat Choc AP 11) a partir de 1º de novembro de 1949 como oficial de transmissões adjunto. Em 1º de junho de 1950, Jean Sassi foi promovido a capitão. Foi então nomeado chefe do 2º Comando de 8 de abril de 1951 a 9 de agosto de 1953.

### A guerra contra o Viet Minh
Sassi serviu durante a Guerra da Indochina. Ele embarcou no Athos II em 10 de agosto de 1953. Nas terras altas do Laos transformadas em maquis, dentro do GCMA (Grupo de Comandos Mistos Aerotransportados) e depois do GMI (Grupo Misto de Intervenção) liderado pelo Coronel Roger Trinquier, participou no que então era chamado de "guerra não-convencional", composto por sabotagens e ações direcionadas contra os combatentes independentistas do Viet Minh. Baseado em Xieng Kouang, o Capitão Sassi é responsável por vários maquis administrados por suboficiais.
Ele recrutou vários maquis dentre os povos montanheses hmong, que lutaram contra o Viet Minh por meio de emboscadas e ataques à sua retaguarda. Seu feito d'armas mais notável ocorreu em 1954: contra o conselho do Estado-Maior e dos políticos, ele mobilizou 2.000 combatentes hmongs e lançou a Operação D (de Desperado), cujo objetivo era apoiar os soldados franceses cercados em Dien Bien Phu. A unidade chegou no dia seguinte à queda do acampamento entrincheirado, em 8 de maio de 1954, e a operação se transformou em uma missão de resgate: cerca de duzentos combatentes franceses foram assim exfiltrados através da selva. Antes de deixar as terras altas de Tran Ninh e apesar das restrições da Comissão Internacional, Sassi deixou uma quantidade significativa de armas nas mãos dos hmongs, armas que seriam úteis para eles quando lutassem contra o Vietcong.
Vang Pao descreve Jean Sassi e seus homens da seguinte forma: "Os americanos têm muito equipamento e fazem guerra como mecânicos. O Capitão Sassi, seus oficiais e seus homens tinham cérebro, coração e coragem. Eles eram chamados de os senhores descalços".

### A guerra contra a FLN
Sassi também lutou durante a Guerra da Argélia e foi designado para comandar as transmissões da 27ª Divisão de Infantaria Alpina e da zona de Argel Oriental. Nomeado major (em francês:  commandant) em 2 de fevereiro de 1960, foi repatriado devido a doença e tratado durante várias licenças longas.

### Anos finais
Jean Sassi deixou o exército aos 54 anos com a patente de coronel e ingressou na gestão de pessoal da Citroën. Nos anos seguintes, ele permaneceu em silêncio, mas em seus últimos anos concordou em responder perguntas de jornalistas. Ele é um membro fundador da Associação Nacional de Ex-Paraquedistas do 11º Choque, conhecida como "Bagheera", da qual foi presidente de 1977 a 1989.
Suas memórias foram coletadas por Jean-Louis Tremblais, um alto repórter da Figaro Magazine, em um livro , Operações Especiais: Vinte Anos de Guerras Secretas (em francês:  Opérations spéciales : 20 ans de guerres secrètes), publicado alguns meses após sua morte. Também existem duas de suas raras entrevistas feitas por Philippe Raggi na Swiss Military Review (nº 5 de maio de 1995) e em Renseignement et opérations spéciales (nº 4 de março de 2000). Jean Sassi morreu em 9 de janeiro de 2009 em Eaubonne, no departamento de Val-d'Oise, na França.

## Homenagens e condecorações
Jean Sassi recebeu dezenove condecorações, incluindo cinco estrangeiras, compreendendo onze títulos de guerra. Ele foi notavelmente um comendador da Legião de Honra, detentor da Croix de Guerre 1939-1945, da Croix de Guerre des TOE, da Croix de la Valeur militaire e da Croix du Combatant Volontaire, e agraciado com a Ordem dos Milhões de Elefantes e do Guarda-Sol Branco. Hélie de Saint-Marc evocou assim Jean Sassi: "O Coronel Sassi, figura elevada e nobre da nossa geração de soldados, sabe melhor do que ninguém quais foram as nossas aventuras e os nossos dramas."
Entre as homenagens que se seguiram à sua morte, podemos citar o General (2S) Christian Piquemal, presidente da União Nacional dos Paraquedistas (UNP), que falou de "um extraordinário servidor da França, um verdadeiro ícone, um soldado excepcional, um dos maiores, uma lenda e monumento dos paraquedistas". A turma de 2009 do 4º Batalhão da Escola Militar Especial de Saint Cyr, no campo de Saint-Cyr Coëtquidan, recebeu o nome de Coronel Jean Sassi.